# Acidilobales
A Acidilobales a Thermoprotei osztály egy rendje. Az archeák – ősbaktériumok – egysejtű, sejtmag nélküli prokarióta szervezetek.

## Törzsfejlődés
A jelenleg elfogadott rendszertan a List of Prokaryotic names with Standing in Nomenclature (LPSN) listán és az Biotechnológiai Információk Nemzeti Központja (NCBI) adatbázisán
alapul, a leszármazási fát a The All-Species Living Tree Project. 16S rRNA-alapú LTP release 106-e alapján állították össze.
|  | ?C. draconis ♠ Boyd et al. 2007           |
|  |                                           |
|  | C. lagunensis Itoh et al. 2003 (típusfaj) |
|  |                                           |

|  | ?A. sulfurireducens ♠ Boyd et al. 2007       |
|  |                                              |
|  | A. aceticus Prokofeva et al. 2000 (típusfaj) |
|  |                                              |
|  | A. saccharovorans Prokofeva et al. 2000      |
|  |                                              |

|  | ?C. draconis ♠ Boyd et al. 2007           |
|  |                                           |
|  | C. lagunensis Itoh et al. 2003 (típusfaj) |
|  |                                           |

|  | ?A. sulfurireducens ♠ Boyd et al. 2007       |
|  |                                              |
|  | A. aceticus Prokofeva et al. 2000 (típusfaj) |
|  |                                              |
|  | A. saccharovorans Prokofeva et al. 2000      |
|  |                                              |

Jegyzet:

♠ A törzs megtalálható az Biotechnológiai Információk Nemzeti Központja (NCBI) listáján, de hiányzik a List of Prokaryotic names with Standing in Nomenclature (LPSN) listájáról.